# U-Jurjach
Lo U-Jurjach (in russo У-Юрях?) è un fiume della Russia siberiana orientale (Sacha-Jakuzia), affluente di destra della Maja e sub-affluente dell'Aldan (bacino della Lena).
Il fiume ha origine alle pendici occidentali dei monti Ulachan-Bom e scorre dapprima in direzione sud-occidentale, poi svolta verso nord-ovest fino alla Maja, nella quale confluisce da destra a 64 km dalla foce. La sua lunghezza è di 142 km; l'area del bacino è di 3 940 km². Gela dalla seconda metà di ottobre sino alla seconda metà di maggio.